# 유희춘 미암일기 및 미암집목판
유희춘 미암일기 및 미암집목판(柳希春 眉巖日記 및 眉巖集木板)은 대한민국 전라남도 담양군에 있는 조선시대의 일기류 및 판본이다. 1963년 1월 21일 대한민국의 보물 제260호로 지정되었다.

## 개요
유희춘 미암일기 및 미암집목판(柳希春 眉巖日記 및 眉巖集木板)은 조선 선조 때의 학자인 유희춘(1513∼1577) 선생이 직접 손으로 쓴 일기이다.
유희춘은 1538년 문과에 급제하여 수찬, 정언 등의 벼슬을 거쳤으나, 1547년 벽서사건에 연루되어 제주도에 유배되었다. 유배에서 풀려난 후 다시 여러 벼슬을 거쳤으며, 1575년 이조참판을 지내다 사직하고 고향으로 돌아와 여생을 글쓰기로 보냈다. 『미암일기』 외에도 『속몽구』, 『역대요록』 등을 남겼다.
지금 남아있는 일기는 선조 즉위년(1567) 10월부터 선조 10년(1577)까지 11년간에 걸친 내용이다. 내용 가운데 일부 중간은 몇 군데 빠진 곳이 있으나, 여기에는 조정의 공적인 사무로부터 자신의 개인적인 일에 이르기까지 매일 일어난 일과 보고들은 바를 빠짐없이 상세하게 기록하고 있다.
이 일지는 임진왜란 때 선조 25년 이전의 기록이 다 타고 없어져,『선조실록』을 편찬할 때 이이의 『경연일기』와 더불어『선조실록』의 기본사료가 되었다. 본래는 14책이었으나 현재 남아있는 것은 11책뿐이며, 부록으로 그의 부인 송씨의 시문과 잡록이 실려있다. 이 책은 판본을 포함하여 일괄 보물로 지정되었는데 이 중 3매를 전남대학교 박물관에서 임시 보관했다가 현재는 작자의 후손들이 보존각에서 보관하고 있다.
이 책은 조선시대 개인의 일기 중 가장 방대한 것이며, 동시에 사료로서의 가치도 크다. 조선시대의 각 관서의 기능과 관리들의 내면생활, 사회, 경제, 문화, 풍속 등을 여실히 보여주는 귀중한 자료로 평가된다.

## 같이 보기
- 선산 류씨
- 유희춘

## 참고 자료
- 유희춘 미암일기 및 미암집목판 - 국가유산청 국가유산포털